# Índice de Desenvolvimento Socioeconômico
O IDESE, Índice de Desenvolvimento Socioeconômico é um índice comparativo  usado para classificar os municípios e cidades do Rio Grande do Sul pelo seu grau de "desenvolvimento Socioeconômico". Sua publicação é apresentada anualmente pela Fundação de Economia e Estatística (FEE).

## Origem
O IDESE  surgiu com base no IDH, no ano de 1991 e desde o ano 2000 é publicado anualmente. Seu objetivo é de agrupar indicadores econômicos e sociais em 4 blocos distintos, formando assim um indicador único e dinâmico separando municípios e coredes em três níveis: baixo (índices até 0,499), médio (entre 0,500 e 0,799) ou alto (maiores ou iguais a 0,800).

## Critérios
A FEE dividiu o IDESE em 4 blocos com valores de 0 a 1 pontos cada:
- Educação[2]
- Renda [2]
- Condições de Saneamento e Domicílio [2]
- Saúde [2]

O resultado final do IDESE é uma média dada pelo somatório dos blocos divididos por quatro.
- {\displaystyle \mathrm {IDESE} ={\frac {\mathrm {E} +\mathrm {R} +\mathrm {CSD} +\mathrm {S} }{4}}} (onde {\displaystyle \mathrm {E} } = Educação, {\displaystyle \mathrm {R} } = Renda, {\displaystyle \mathrm {CSD} } = Condições de Saneamento e Domicilio e {\displaystyle \mathrm {S} } = Saúde)